# Phoxinus keumkang
Phoxinus keumkang är en fiskart som först beskrevs av Chyung, 1977.  Phoxinus keumkang ingår i släktet Phoxinus och familjen karpfiskar. Inga underarter finns listade i Catalogue of Life.